# Reynaldo García Zamora
Reynaldo García Zamora (La Habana, Cuba, 29 de mayo de 1990) es un baloncestista cubano que juega en la posición de base y escolta. Actualmente se desempeña en el Saga Ballooners, un equipo de la B.League-2, segunda división del baloncesto profesional japonés.

## Trayectoria

### Carrera amateur
García Zamora se formó como baloncestista en la Escuela Superior de Perfeccionamiento Atlético (ESPA) de Cienfuegos. Pudo jugar en la Liga Superior de Baloncesto de Cuba como parte de los Capitalinos de La Habana.
En 2009, luego de guiar al seleccionado juvenil de baloncesto de Cuba a la conquista de la medalla de oro en los Juegos del ALBA, recibió ofertas para jugar fuera de su país. Consiguió la ciudadanía ecuatoriana casándose con una mujer de esa nacionalidad, y gracias a ello pudo dejar Cuba y comenzar una carrera como baloncestista profesional.

### Carrera profesional

#### Ecuador y Bolivia
Desde el 2009 hasta el 2013 se desempeña como jugador en los clubes Fundación Honorato Haro, Mavort, UTE y ComuniKT de Ecuador, y en el Nacional de Oruro de la Liga Superior de Baloncesto de Bolivia. 

#### Fuerza Regia
En el 2013 es fichado por el club Fuerza Regia de Monterrey de la Liga Nacional de Baloncesto Profesional de México para disputar la temporada 2013-2014. Promedia 17,4 puntos, 5,1 rebotes y 4,1 asistencias en 30 desafíos. En Play Offs durante 11 partidos, promedia 14,5 puntos, 5,7 rebotes y 3,8 asistencias.

#### Argentina
En el 2014 es contratado por el Estudiantes Concordia de la Liga Nacional de Básquet de Argentina para disputar la campaña 2014-2015, donde promedia 18,2 puntos, 5,6 puntos y 2,5 asistencias en 36 partidos.
Para la temporada 2015-2016 es fichado por Sionista, promediando 15,8 puntos, 4,9 rebotes y 2,4 asistencias en 55 juegos.
En julio de 2016 se incorpora a San Martín de Corrientes para disputar las temporadas 2016-2017 y 2017-2018. En la primera sus estadísticas son de 12,1 puntos, 3,5 rebotes y 2,1 asistencias durante 49 juegos, siendo además el líder de robos del torneo con un promedio de 2,2 por partido y participando del Juego de las Estrellas de la Liga Nacional de Básquet 2016 como parte del combinado de extranjeros. En su segunda campaña con los correntinos promedió 13,5 puntos, 4,6 rebotes y 3,7 asistencias en 38 partidos.

#### México
En enero de 2019, después de haber jugado en el semestre anterior en el Iccan de Macas de Ecuador, se traslada a México incorporándose a los Leñadores de Durango de la Liga Nacional de Baloncesto Profesional, donde en solo 8 juegos promedia 13 puntos, 4,5 rebotes y 5,8 asistencias. En marzo de ese año firma para jugar en la temporada 2019 del CIBACOPA junto a los Mantarrayas de La Paz, equipo que terminaría como subcampeón del torneo. A partir de septiembre comienza su siguiente campaña con los Leñadores, la cual concluirá en diciembre de 2019, habiendo promediado 17,2 puntos, 6 rebotes y 6,5 asistencias en 22 juegos.

#### Gimnasia y Esgrima (CR)
En el 2020 es contratado por el club Gimnasia y Esgrima de Comodoro Rivadavia volviendo a la Liga Nacional de Básquet para la temporada 2019-2020, promediando 18,3 puntos, 4,8 rebotes y 2,5 asistencias en solo 4 partidos disputados.

#### Saga Ballooners
En 2020 se oficializa el fichaje por el Saga Ballooners de la B.League-2, la segunda división del baloncesto profesional japonés. En dicha campaña promedia 18,7 puntos, 5,6 rebotes y 4,8 asistencias en 48 partidos.